# ジャータカ

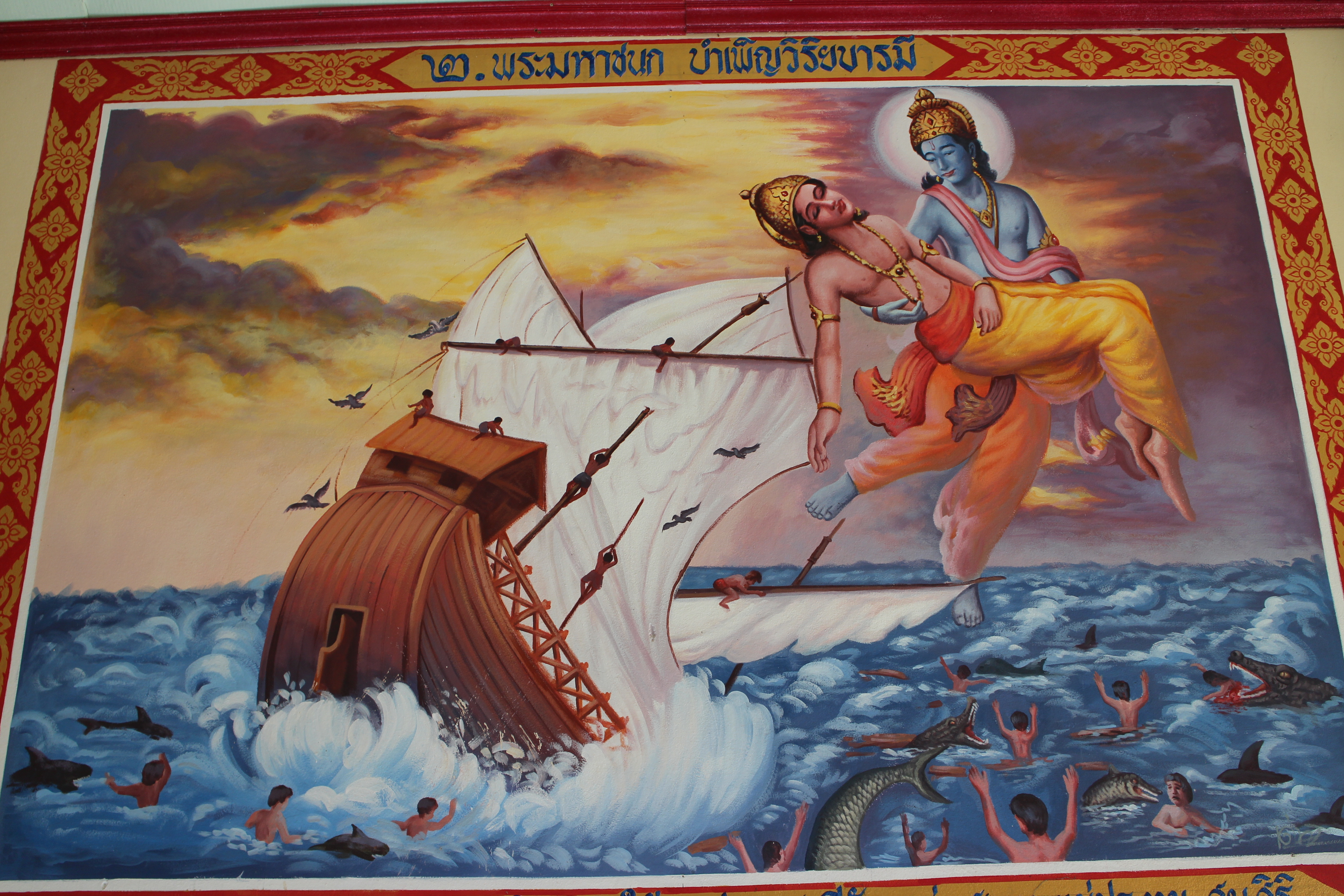
釈迦の前世マハージャナカ王子を救出するヴィシュヌ

『ジャータカ』（梵および巴：Jātaka）とは、仏教でいう前世の物語のこと。本生譚（ほんしょうたん）ともいう。釈迦がインドに生まれる前、ヒトや動物として生を受けていた前世の物語である。上座部仏教国では馴染み深い物語集である。
パーリ語版は、パーリ語経典経蔵小部に収録され、漢訳『本生経』（ほんしょうきょう）は、大蔵経の本縁部に各種の話が収録されている。

## 概要
仏教経典には、さまざまな前世の因縁物語が説かれ、主には釈迦仏の前世による因縁を明かし、現世や来世を説いている。これをジャータカというが、広義には釈迦のみならず、釈迦の弟子や菩薩などの前世の因縁も含めてジャータカ、あるいは本生譚と呼ぶ場合もある。
しかし、本来ジャータカとは特別な形式と内容をそなえた古い文学の種類を称して呼んだものである。また漢訳仏典ではこれらの経典を『本生経』と総称し、パーリ語仏典には22篇に分けて計547もの物語がジャータカとして収録されている。この形式には、現世物語・前世物語・その結果（あるいは来世物語)という三世で構成されている。散文と韻文とで構成され、紀元前3世紀ごろの古代インドで伝承されていた説話などが元になっており、そこに仏教的な内容が付加されて成立したものと考えられている。
しかるに仏教がインドから各地へ伝播されると、世界各地の文学に影響を与え、『イソップ物語』や『アラビアンナイト』にも、この形式が取り入れられたといわれる。

## 構成
パーリ仏典小部収録の『ジャータカ』の構成は以下の通り。
- 第一篇
  - 無戯論品（1-10）
  - 戒行品（11-20）
  - 羚羊品（21-30）
  - 雛鳥品（31-40）
  - 利愛品（41-50）
  - 願望品（51-60）
  - 婦女品（61-70）
  - 婆那樹品（71-80）
  - 飲酒品（81-90）
  - 塗毒品（91-100）
  - 超百品（101-110）
  - 設問品（111-120）
  - 吉祥草品（121-130）
  - 不与品（131-140）
  - カメレオン品（141-150）
- 第二篇
  - 剛強品（151-160）
  - 親交品（161-170）
  - 善法品（171-180）
  - 無双品（181-190）
  - ルハカ品（191-200）
  - ナタムダルハ品（201-210）
  - 香草叢品（211-220）
  - 袈裟品（221-230）
  - 革履品（231-240）
  - 豺品（241-250）
- 第三篇
  - 思惟品（251-260）
  - 梟品（261-270）
  - 森林品（271-280）
  - 真中品（281-290）
  - 瓶品（291-300）
- 第四篇
  - 開門品（301-310）
  - プチマンダ樹品（311-320）
  - 毀屋品（321-330）
  - 時鳥品（331-340）
  - 小郭公品（341-350）
- 第五篇
  - 摩尼耳環品（351-360）
  - 色高品（361-370）
  - 半品（371-375）
- 第六篇
  - アヴァーリヤ品（376-385）
  - セーナカ品（386-395）
- 第七篇
  - クック品（396-405）
  - 健陀羅品（406-416）
- 第八篇
  - 迦旃延品（417-426）
- 第九篇（427-438）
- 第十篇（439-454）
- 第十一篇（455-463）
- 第十二篇（464-473）
- 第十三篇（474-483）
- 第十四篇（484-496）
- 第十五篇（497-510）
- 第十六篇（511-520）
- 第十七篇（521-525）
- 第十八篇（526-528）
- 第十九篇（529-530）
- 第二十篇（531-532）
- 第二十一篇（533-537）
- 第二十二篇（538-547）

## 主な本生譚
以下に挙げるのは、釈迦の前世物語として有名な例である。
尸毘王（しびおう）
釈迦の前世である慈悲深い尸毘王は、ある時バラモン僧のために両眼を布施した。そのバラモン僧は帝釈天で、両眼を元に戻したという説話。なおこれは南伝の説話で、北伝では、鷹に追われた鳩を救うために、王が鳩と同じ分量の自分の肉を切り取って鷹に与えた。鷹は帝釈天、鳩は毘首羯摩天で、王の慈悲心を量った。
雪山童子（せっせんどうじ）
施身聞偈（せしんもんげ）で知られる。『涅槃経』に説く。釈迦の前世である童子が無仏の世にヒマラヤで菩薩の修行をしていると、羅刹が諸行無常・是生滅法といったので、その残りの半句を聞くために腹をすかせた羅刹のために、生滅滅已・寂滅為楽の半句を聞き、木石などに書き残して投身した。投身した刹那に羅刹は帝釈天に姿を戻し、童子の身を受け止めて、未来に仏と成った時に我らを救い給えといった、という説話。
薩埵王子（さったおうじ）
捨身飼虎（しゃしんしこ）で知られる。『金光明経』などに説く。釈迦の前世である王子は、飢えた虎とその7匹の子のためにその身を投げて虎の命を救った。
普明王（ふみょうおう）
釈迦の前世である普明王は、不妄語戒を守り抜き、仙術をかけられて人肉を食とした王を教化した。

## 日本語訳
- 『南伝大蔵経』 28巻-39巻 大蔵出版
- 『小部経典』 第6巻-第7巻、正田大観、Kindle 2015年
- 『ジャータカ全集』 中村元監修、全10巻、春秋社、新版2008年
- 『ジャータカ・マーラー　本生談の花鬘』 干潟龍祥、高原信一訳著、講談社〈インド古典叢書〉、1990年
- 『ジャータカ物語』 仏教説話大系編集委員会編、全5巻、鈴木出版〈仏教説話選書〉、1988年

### 一般向けの編訳書
- 『ジャータカ物語　インドの古いおはなし』辻直四郎・渡辺照宏編訳、岩波書店〈岩波少年文庫〉、1956年、新版2006年ほか
- 『ジャータカ　仏陀の前世の物語』松本照敬訳著、KADOKAWA〈角川ソフィア文庫〉、2019年